# Râul Yuruarí
Yuruarí este un râu din Venezuela care are o lungime de 290 km și traversează statul Bolívar. El izvorăște din masivul muntos El Yagual și curge până la confluența cu râul Cuyuní de lângă orașul El Dorado⁠(d); Cuyuni se varsă, la rândul său, în râul Essequibo la granița Venezuelei cu Guyana.
Pe malurile sale se află localitățile Guasipati⁠(d), El Callao⁠(d) și Tumeremo⁠(d), care au fost fondate și s-au dezvoltat la sfârșitul secolului al XIX-lea ca urmare a extinderii mineritului în această zonă. În prezent, mineritul este încă foarte important în zona bazinului Yuruari, prin prezența aurului (atât sub formă de filoane, cât și sub formă aluvionară) și a diamantelor.